# Iddi-Illum
Iddi-Illum o també Iddi-El va ser un governador o shakkanakku de la ciutat-estat de Mari, a l'antiga Mesopotàmia, un gran centre de comerç al curs mitjà de l'Eufrates.
Segons consta a les llistes de shakkanakku va governar durant cinc anys, del 2090 aC al 2085 aC. Era contemporani de la Tercera dinastia d'Ur, i probablement el seu vassall. Es va trobar una estàtua amb el seu nom però sense cap, feta d'esteatita que va dedicar a la deessa Ixtar. Actualment es troba al Museu del Louvre. La inscripció diu: "Iddi-El, shakkanakku de Mari, ha fet donació de la seva estàtua per a Eštar (Ixtar). A qui destrueixi la inscripció, que Eštar aniquili la seva descendència".